# Dianthus macranthus
Dianthus macranthus är en nejlikväxtart som beskrevs av Pierre Edmond Boissier. Dianthus macranthus ingår i släktet nejlikor, och familjen nejlikväxter. Inga underarter finns listade i Catalogue of Life.